# Luiz Olavo Baptista
Luiz Olavo Baptista (Itu, 24 de julho de 1938 — São Paulo, 18 de outubro de 2019) foi um jurista, advogado, professor de Direito e árbitro brasileiro. Entre outros cargos, foi Presidente do Órgão de Apelação da Organização Mundial do Comércio, do qual foi membro entre 2001 e 2008.

## Biografia
Luiz Olavo Baptista nasceu em Itu, interior de São Paulo, em 1938. Em 1958, foi admitido no curso de direito na Pontifícia Universidade Católica de São Paulo. Após sua formatura em 1963, passou a exercer o ofício de advogado, em escritório próprio.
Durante a ditadura militar brasileira, defendeu perseguidos políticos como advogado, tendo integrado mais tarde a Comissão da Verdade da Ordem dos Advogados do Brasil em São Paulo. Após receber ameaças para que deixasse a defesa de acusados durante o regime Geisel, Luiz Olavo mudou-se com a esposa Marta Rossetti Batista e o filho Humberto para a França na década de 1970, onde desenvolveu seu doutorado. Após retornar ao Brasil, retomou a advocacia e foi pioneiro ao defender o uso da arbitragem no país com pesquisas e publicações na Faculdade de Direito da Universidade de São Paulo, instituição onde lecionou direito internacional durante três décadas.
Após indicação da Presidência da República, em 2001 passou a ocupar a cadeira de membro do Órgão de Apelação da Organização Mundial do Comércio, do qual foi presidente entre 2007 e 2008, quando após o falecimento de sua primeira esposa voltou à prática jurídica e e arbitral no Brasil em sua banca, L.O. Baptista Advogados. Casou-se novamente com a advogada Adriane Nakagawa Baptista, com quem teve uma filha. Em 2015, deixou seu escritório para fundar o think tank Atelier Jurídico, instituição de ensino e pesquisa em que se dedicou ao ofício de árbitro e parecerista jurídico e o escritório de direito comercial Nakagawa Baptista & Baptista.
Faleceu em São Paulo (SP) em 18 de outubro de 2019, aos 81 anos.

## Carreira acadêmica
Luiz Olavo Baptista foi um dos pioneiros brasileiros em arbitragem internacional e direito do comércio internacional, lecionou em universidades do Brasil, EUA e França, e lançou diversos livros.
Após concluir sua graduação em Direito pela PUC-SP em 1963, e iniciar carreira na advocacia, Baptista realizou estudos de pós-graduação pela Columbia University nos EUA e pela Academia de Direito Internacional de Haia. Em 1973, tornou-se professor da graduação em direito na PUC-SP, onde lecionou até 1980. Entre 1976 e 1981, desenvolveu doutorado sobre o uso de joint ventures no comércio internacional pela Universidade de Paris II Panthéon-Assas, e em 1979 foi professor visitante na Universidade de Michigan (Ann Arbor). Em 1978, passou a lecionar na Faculdade de Direito da Universidade de São Paulo, onde defendeu, em 1986, tese de livre-docência no então incipiente tema de transferências eletrônicas internacionais de fundos, e tomou posse como professor titular na USP em 1992. Ao final da década de 1990, foi professor visitante na Universidade de Paris II.
Após aposentar-se da USP em 2008, recebeu o título de doutor honoris causa pela Universidade de Lisboa em 2009. Foi nomeado professor emérito pela Faculdade de Direito de Ribeirão Preto da USP em 2015 e, em 2018, recebeu a Cátedra "Estudos de Paz e Resolução de Conflitos" em Homenagem à Imperatriz Teresa Cristina de Bourbon-Duas Sicílias pela Universidade de São Paulo.

## Carreira profissional
Luiz Olavo Baptista era reconhecido como um dos mais eminentes juristas brasileiros no campo de direito internacional e comercial, além de um dos mais ativos arbitralistas da história do país, tendo participado de cerca de 1.400 arbitragens em mais de 50 anos de atividade.
Foi advogado durante mais de 40 anos, ajudando o escritório em que entrou logo a se formar a se tornar uma das bancas de mais renome do país e aconselhando governos, organizações internacionais e grandes empresas no Brasil e em outros países. Baptista integrou o Comitê de Compensação da ONU que decidiu sobre indenizações após a Guerra do Golfo. Participou como conselheiro em projetos do Banco Mundial, da Conferência das Nações Unidas sobre Comércio e Desenvolvimento (UNCTAD), do United Nations Center on Transnational Corporations (UNCTC) e do Programa das Nações Unidas para o Desenvolvimento (UNDP). No MERCOSUL, foi árbitro no Protocolo de Brasília, onde julgou disputa relativa aos subsídios à produção de carne de porco. Atuou como árbitro nas principais cortes arbitrais nacionais e internacionais, incluindo o Tribunal Permanente de Arbitragem e a Câmara Internacional de Comércio (ICC). No setor de arbitragens de investimento, atuou casos de grande relevância, como Lanco v. Argentina (ICSID Case No. ARB/97/6), Malicorp v. Egypt (ICSID Case No. ARB/08/18) e Alten v. Spain (SCC Case No. 2015/036) .
Foi atuante nas associações de classe por toda sua carreira, sendo eleito presidente da Associação de Advogados de São Paulo (AASP) entre 1979-80 e Conselheiro Federal na Ordem dos Advogados do Brasil (OAB) entre os anos 1981-83.
Em 2001, foi indicado pelo governo FHC para ocupar a cadeira de membro do Órgão de Apelação da Organização Mundial do Comércio, o primeiro brasileiro a ocupar tal cargo. Presidiu o órgão durante um ano em 2007. Durante o período no tribunal, decidiu algumas das disputas importantes da participação do Brasil na Organização Mundial do Comércio, como o caso de exportadores brasileiros de algodão e açúcar contra os EUA e Europa e a disputa Embraer v. Bombardier, na qual o Brasil acusou o Canadá de injetar subsídios em sua indústria de aviação. De 2015 até seu falecimento em 2019, atuou como árbitro e parecerista e desenvolveu pesquisas e projetos no think-tank Atelier Jurídico.

## Homenagens
Além das honrarias acadêmicas, em 1996, foi nomeado Grande Oficial da Ordem de Rio Branco pelo Ministério das Relações Exteriores do Brasil. Em 2005, recebeu o Grau de Alta Distinção do Quadro Especial pelo Conselho da Ordem do Mérito Judiciário Militar do Superior Tribunal Militar brasileiro. Recebeu a Medalha Anchieta pela Câmara Municipal de São Paulo e o Prêmio Barão de Ramalho pelo Instituto dos Advogados de São Paulo.